# Teruki Hara
Teruki Hara (jap. 原 輝綺, Hara Teruki; * 30. Juli 1998 in Saitama) ist ein japanischer Fußballspieler.

## Karriere

### Verein
Teruki Hara erlernte das Fußballspielen in der Schulmannschaft der Funabashi Municipal High School in Funabashi in der Präfektur Chiba. Seinen ersten Vertrag unterschrieb er 2017 bei Albirex Niigata. Der Verein aus Niigata, einer Großstadt in der gleichnamigen Präfektur Niigata auf Honshū, spielte in der höchsten Liga des Landes, der J1 League. Ende 2017 musste der Verein den Weg in die Zweitklassigkeit antreten. Für Niigata absolvierte er insgesamt 43 Spiele. 2019 wechselte er zum Erstligisten Sagan Tosu nach Tosu. Für Sagan stand er 47-mal in der ersten Liga auf dem Spielfeld. Im Januar 2021 unterschrieb er einen Vertrag beim Ligakonkurrenten Shimizu S-Pulse. Am Ende der Saison 2022 musste er mit dem Verein als Tabellenvorletzter in die zweite Liga absteigen. Nach dem Abstieg wechselte er im Januar 2023 auf Leihbasis zum Schweizer Erstligisten Grasshopper Club Zürich. Für den Verein aus Zürich bestritt er zwölf Erstligaspiele. Nach der Saison kehrte er Ende Juni 2023 zu S-Pulse zurück. Am Ende der Saison 2024 feierte er die Meisterschaft und stieg in die erste Liga auf.

### Nationalmannschaft
Teruki Hara spielte in mehreren Jugendnationalmannschaften seines Landes. Seit 2019 spielt er für die japanische Fußballnationalmannschaft. Sein Nationalmannschaftsdebüt gab er mit 20 Jahren am 18. Juni 2019 in einem Spiel der Copa América gegen Chile im Estádio do Morumbi in Morumbi.

## Erfolge
Shimizu S-Pulse
- Japanischer Zweitligameister: 2024